# Serrenti
Serrenti (sardinski: Serrènti) je grad i općina (comune) u pokrajini Južnoj Sardiniji u regiji Sardiniji, Italija. Nalazi se na nadmorskoj visini od 114 metara i ima 4 854 stanovnika.
 Prostire se na 42,78 km². Gustoća naseljenosti je 113 st/km².
Susjedne općine su: Furtei, Guasila, Nuraminis, Samassi, Samatzai, Sanluri i Serramanna.